# Charles Sutherland Elton
Charles Sutherland Elton (* 29. März 1900 in Manchester; † 1. Mai 1991 in Oxford) war ein britischer Ökologe und Zoologe. Auf ihn wird der Beginn der modernen Tierökologie zurückgeführt.

## Leben
Er war der dritte Sohn des Literaturwissenschaftlers Oliver Elton (1861–1945) und dessen Frau Lettia Maynard Elton (1865–1927). 1901 zog die Familie nach Liverpool, wo Oliver Elton zum Professor berufen worden war. Charles Elton erhielt seine Ausbildung am Liverpool College und an der Oxford University, wo er 1922 sein Studium der Zoologie abschloss. Bereits 1921 hatte er an der von George Binney (1900–1972) organisierten und von Francis Charles Robert Jourdain geleiteten Spitzbergen-Expedition der Universität Oxford teilgenommen. Er war auch an den zwei Folgeexpeditionen, der Merton College Arctic Expedition 1923 und der Oxford University Arctic Expedition 1924, beteiligt, die ihn wieder nach Spitzbergen führten.
Eltons gesamte wissenschaftliche Karriere spielte sich an der Universität Oxford ab. 1923 wurde er als Demonstrator eingestellt. 1932, zwei Jahre nach seiner vierten Arktisexpedition, die ihn nach Lappland geführt hatte, gründete er das Bureau of Animal Population und das Journal of Animal Ecology. 1936 wurde er Reader in Tierökologie.
Elton war seit 1937 mit der Lyrikerin Edith Joy Scovell (1907–1999) verheiratet. Das Paar hatte einen Sohn und eine Tochter.

## Leistung
Charles Elton gehörte zu den ersten, die die Beziehung zwischen Tieren und Pflanzen in ihrer natürlichen Umgebung studierten und die Tierverhalten als Ergebnis der Lebensumgebung definierten. Er führte das Konzept der Nahrungskette ein und zählt zu den frühen Umweltschützern und Invasionsbiologen, da er sich intensiv mit der Auswirkung eingeführter Arten auf einen Lebensraum beschäftigte. Gemeinsam mit dem US-Amerikaner Aldo Leopold prägte er den Begriff der Ökosysteme. Er führte den Begriff der Ökologischen Nische ein. Der Ökologe Joseph Grinnell hatte das Konzept früher beschrieben, Eltons Arbeiten waren aber unabhängig davon.
Zu den Forschungsprojekten zählt eine über 20 Jahre währende Studie über das Zusammenwirken einzelner Tierarten in Feuchtgebieten, Gewässern und Gehölzen in einem Gebiet nahe Oxford. Auf ihn geht außerdem die Elton’sche Zahlenpyramide zurück, die sich mit der Frage beschäftigt, warum die Zahl der Räuber über die Nahrungskette hinweg abnimmt.

## Ehrungen
Elton wurde 1953 als Mitglied („Fellow“) in die Royal Society gewählt, die ihn 1970 mit der Darwin-Medaille auszeichnete. 1967 wurde ihm die Linné-Medaille der Linnean Society of London verliehen. 1968 wurde er zum auswärtigen Ehrenmitglied der American Academy of Arts and Sciences ernannt.

## Schriften (Auswahl)
- Animal Ecology, New York, The Macmillan Company, 1927
- Voles, mice and lemmings, Oxford 1942
- Competition and the structure of ecological communities in Journal of Animal Ecology 15 (1): S. 54–68, 1946 online
- The Ecology of Invasions by Animals and Plants – 1958
- The Pattern of Animal Communities – 1966